# Hampstead (Dominica)

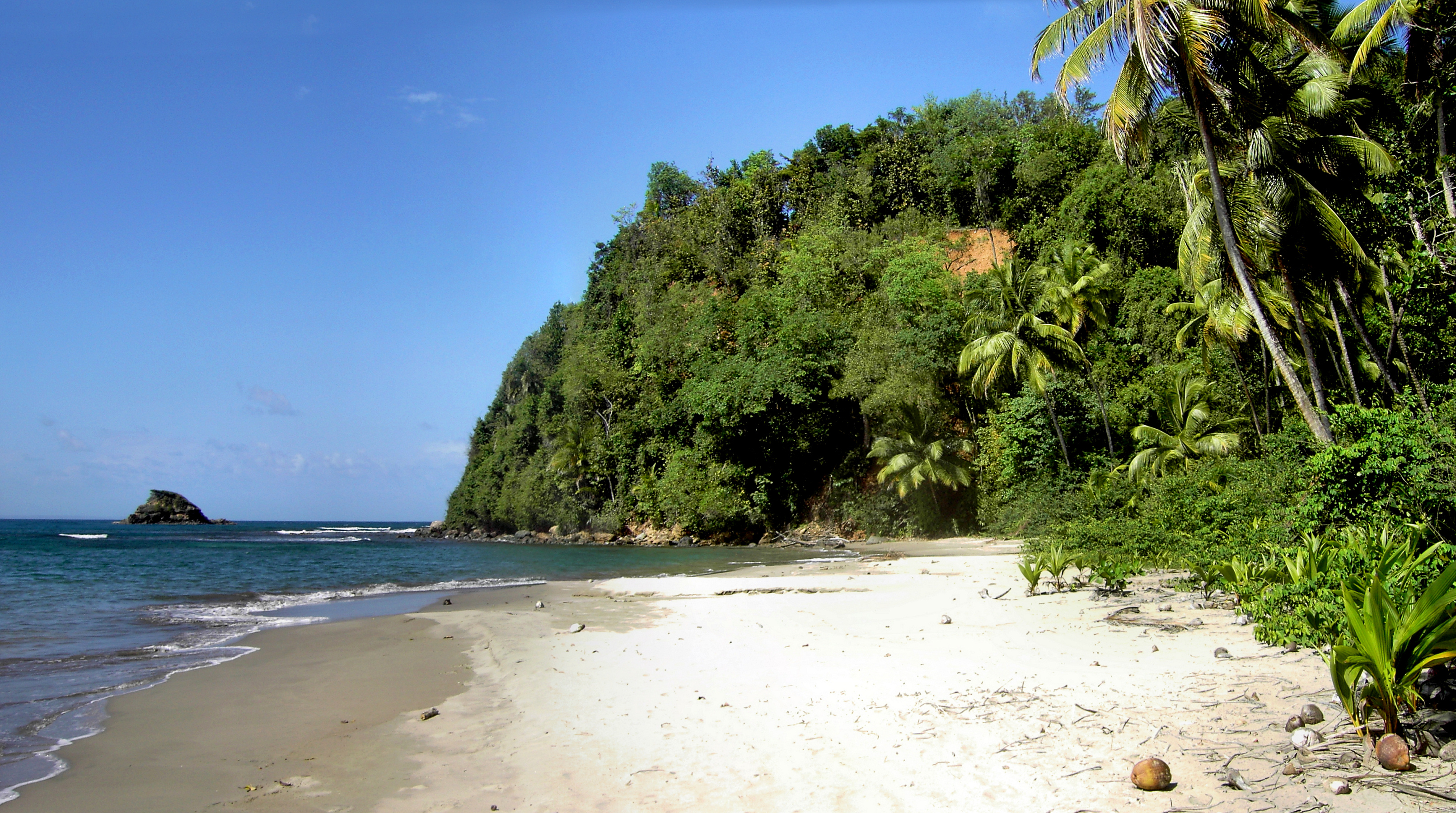
Strand in Hampstead

Hampstead ist ein Ort im Norden von Dominica. Die Gemeinde hatte im Jahr 2011 486 Einwohner. Hampstead liegt im Parish Saint Andrew.

## Geschichte
Hampstead ist nach dem gleichnamigen Londoner Vorort benannt. Während der britischen Kolonialherrschaft wurde in Hampstead eine Zuckerfabrik betrieben. In den folgenden Jahrzehnten wurden hier auch Kakao, Limetten und Kokosnüsse produziert. Bis in die 1930er-Jahre gehörte das Anwesen der Familie McIntyre. Diese übergaben die Verantwortung aufgrund finanzieller Schwierigkeiten der Regierung. Im Jahr 1946 erwarb R.B. Douglas die Ländereien. Seine Nachfahren sind auch heute noch im Besitz des Landes.
Hampstead ist einer der Drehorte des 2006 erschienenen Filmes Pirates of the Caribbean – Fluch der Karibik 2. Seitdem ist der Batibou Beach eine beliebte Touristenattraktion.

## Geographische Lage
Hampstead liegt östlich von Bense und westlich von Calibishie.